# Hotel Silken Puerta América
 (août 2024).
L'Hotel Silken Puerta América (ou simplement Hotel Puerta América) est un hôtel de luxe situé à Chamartín, à Madrid, en Espagne.

## Description
Hôtel du groupe des Hoteles Silken (es), il a la particularité d'avoir était conçu par plusieurs cabinets d'architectes ou de design, chacun s'occupant globalement d'un étage, à l'exemple de ceux de Norman Foster, Zaha Hadid, Ron Arad et Arata Isozaki. L'extérieur a été conçu par Jean Nouvel.

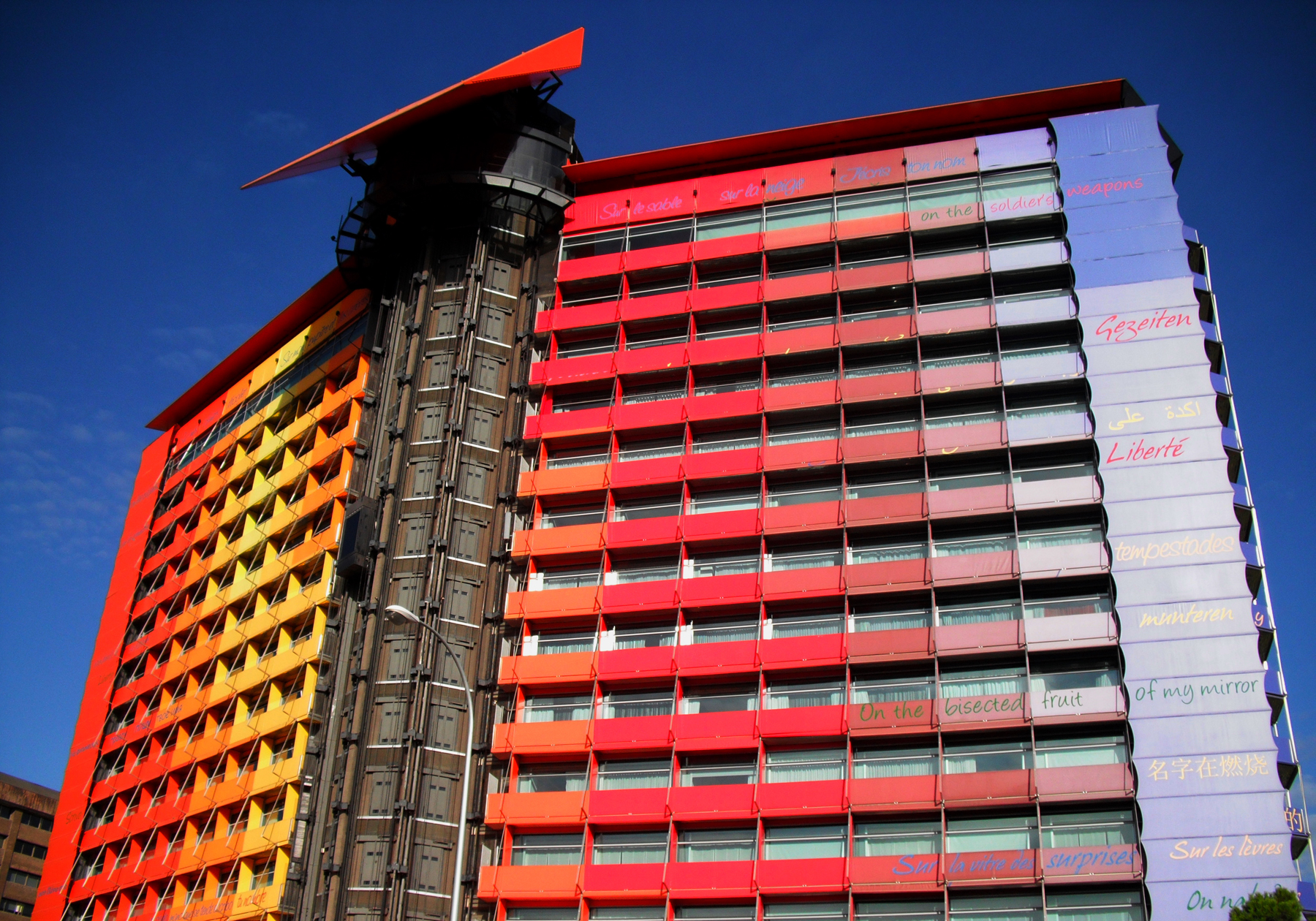
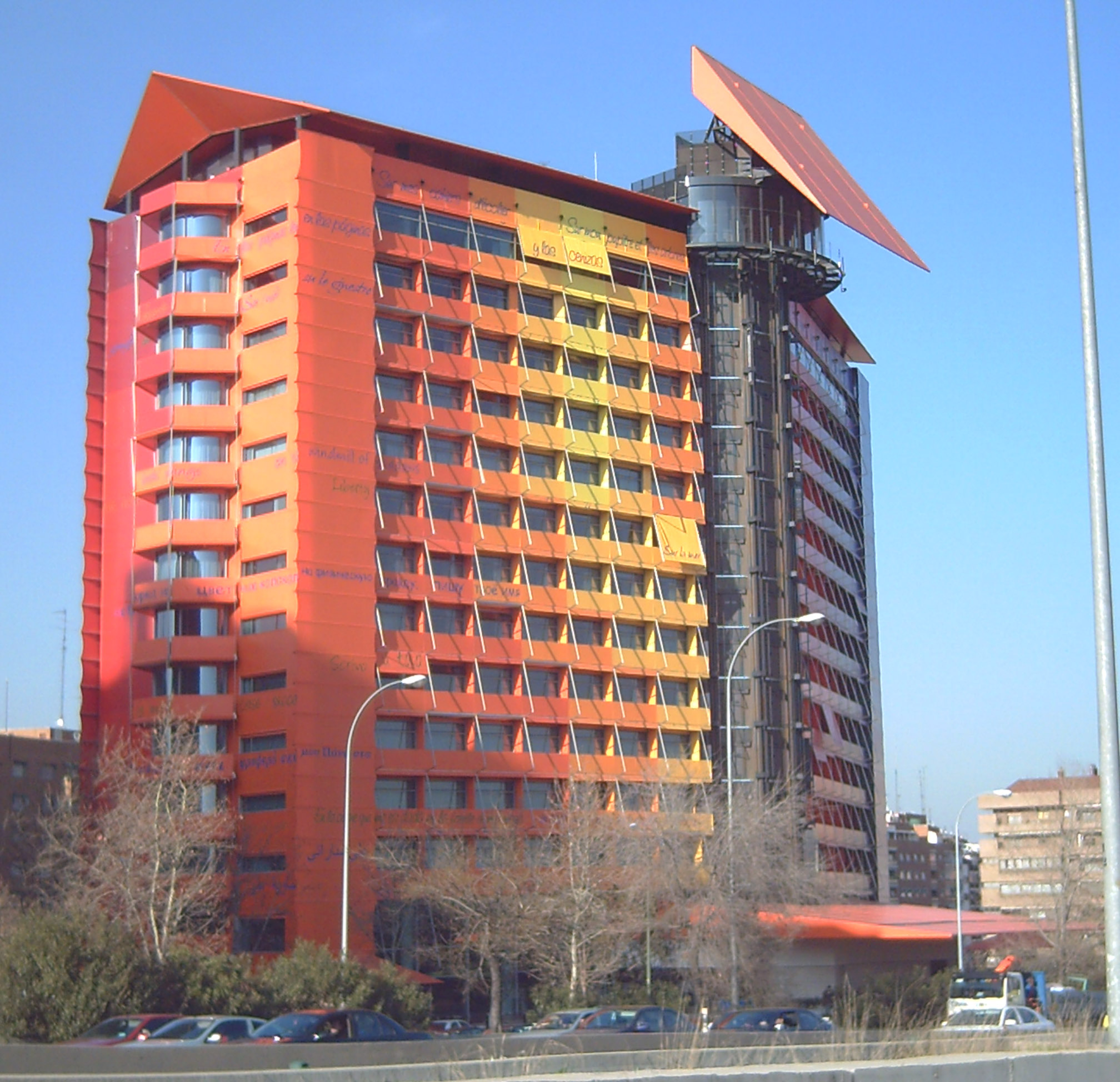
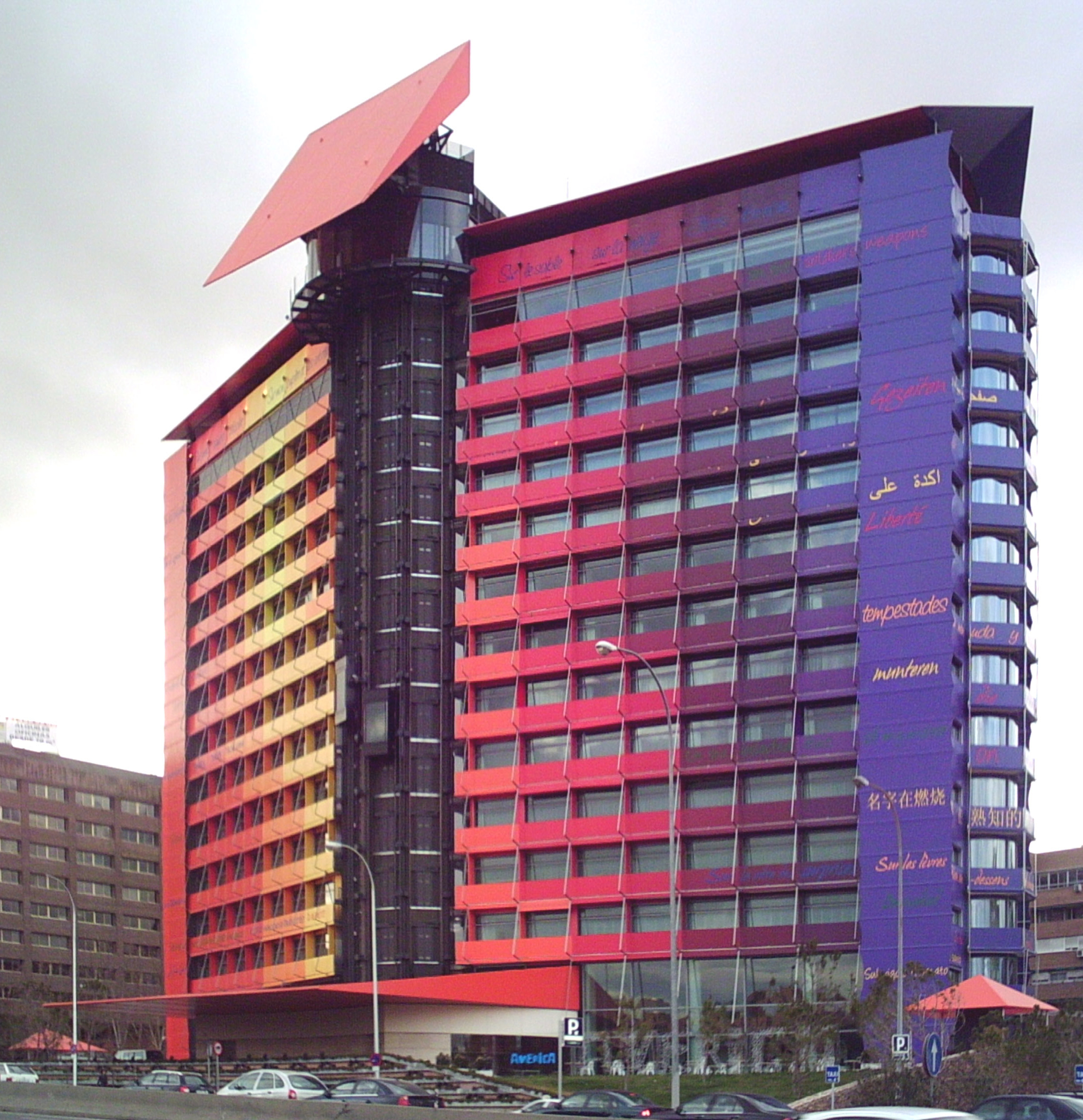
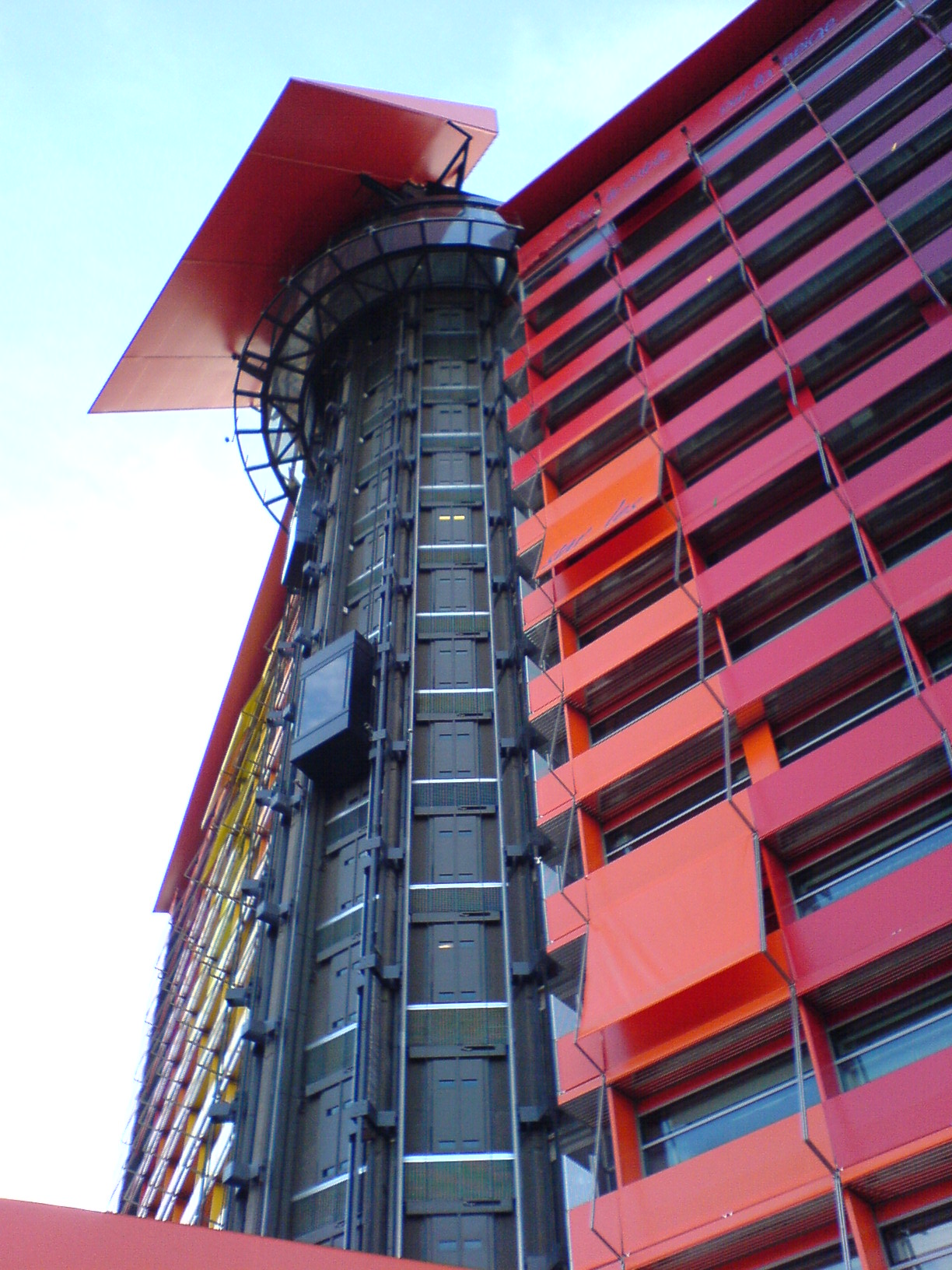
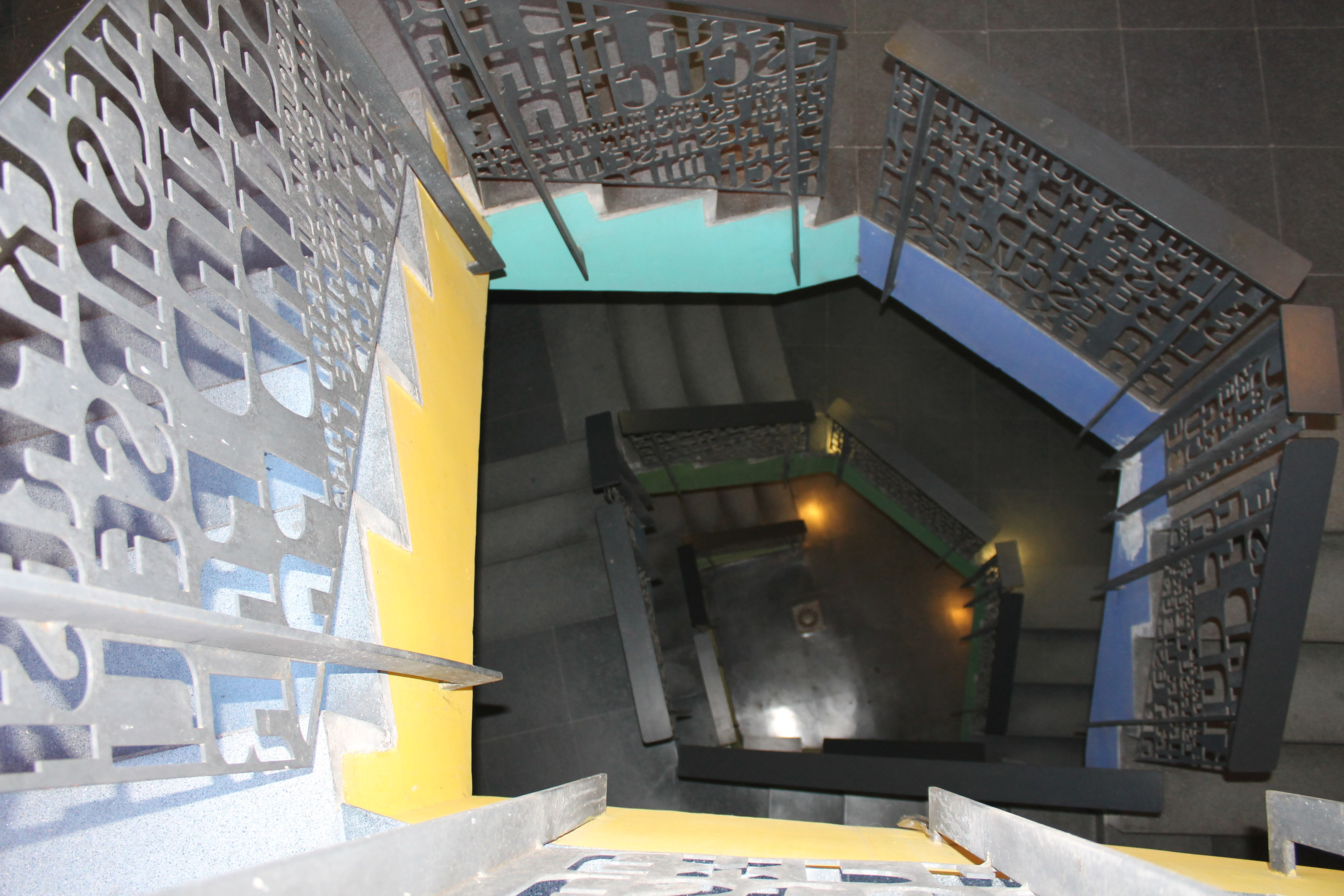
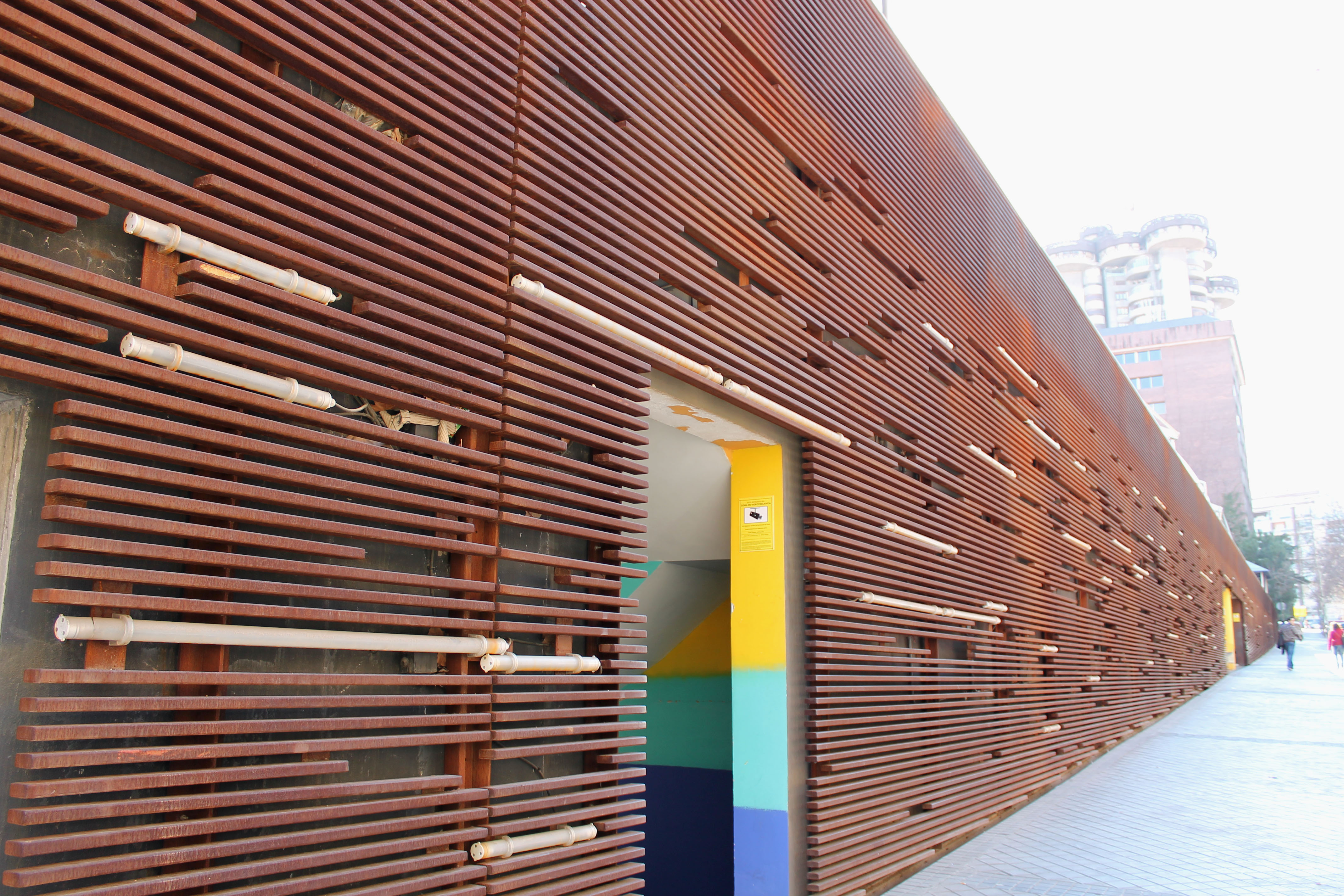
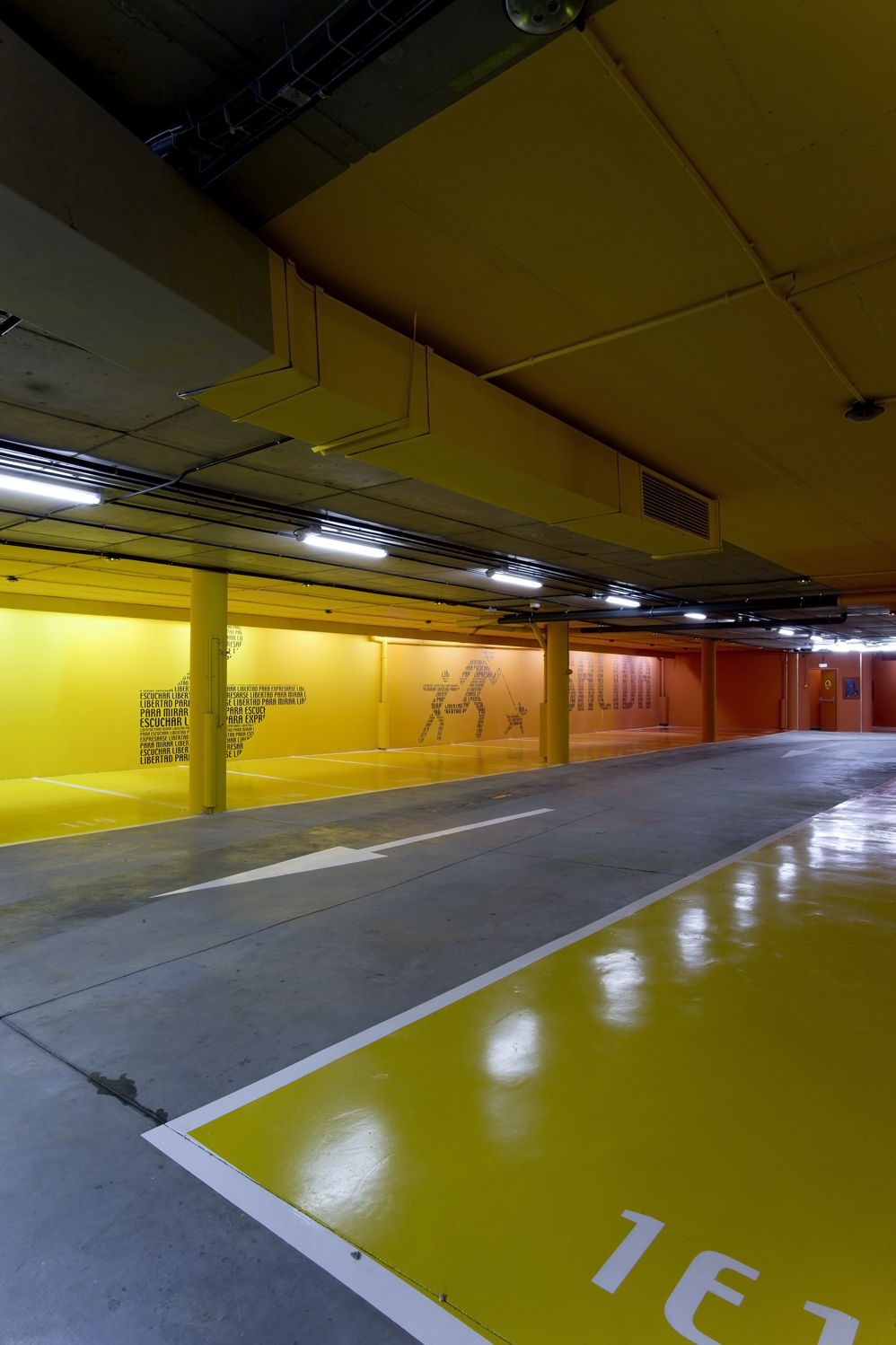
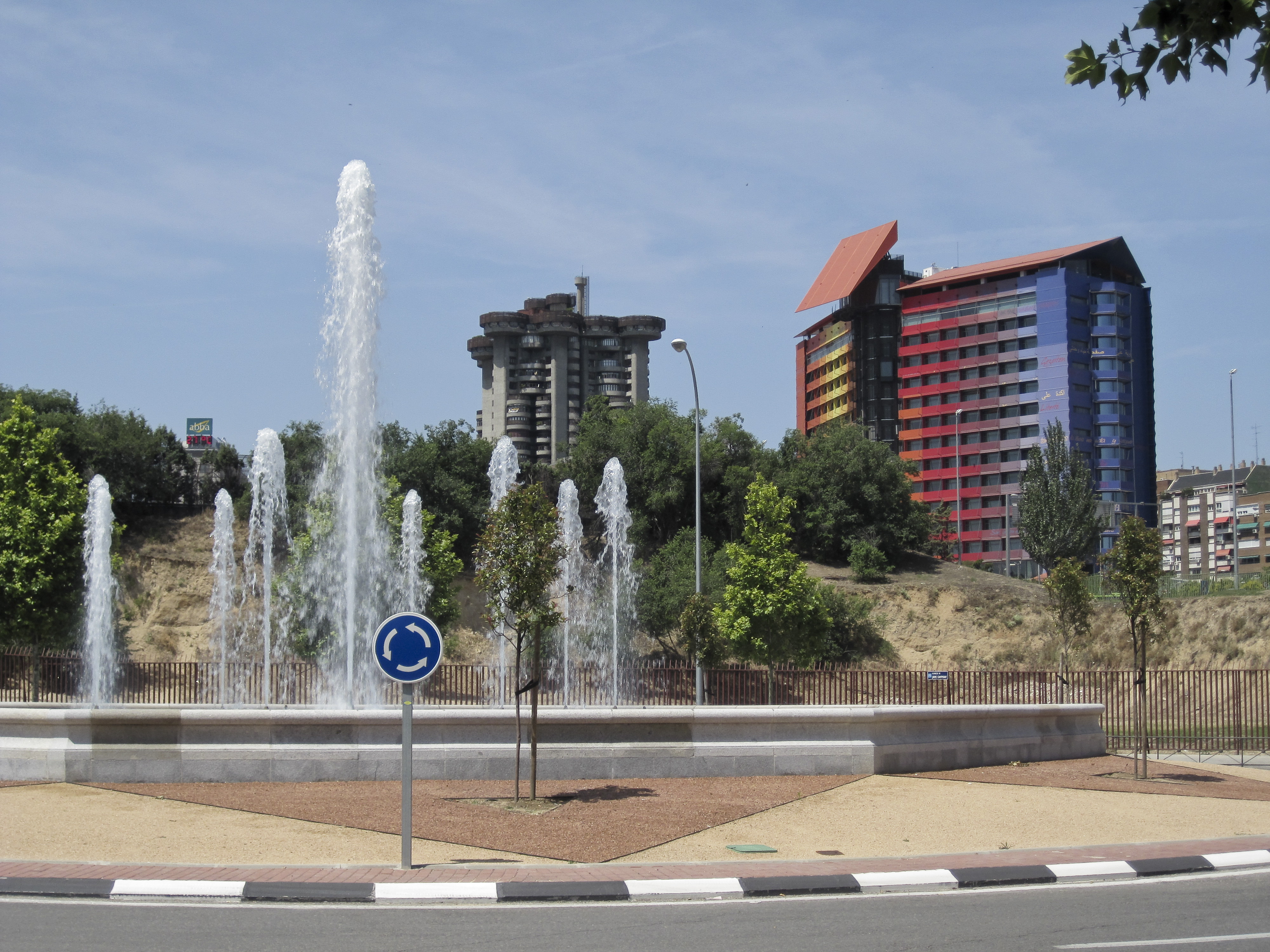